# Guatteria recurvisepala
Guatteria recurvisepala este o specie de plante angiosperme din genul Guatteria, familia Annonaceae, descrisă de Robert Elias Fries. Conform Catalogue of Life specia Guatteria recurvisepala nu are subspecii cunoscute.